# ISO 10006
Die ISO 10006 ist eine Qualitätsmanagementnorm und enthält den Leitfaden für Qualitätsmanagement in Projekten. Der DIN-Fachbericht ISO 10006:2004 (ISO 10006:2003) wurde durch die DIN ISO 10006:2020-10 (ISO 10006:2017) ersetzt.

## Grundprinzipien
Die ISO 10006 ist in acht Kapitel gegliedert, die den Kapiteln der DIN EN ISO 9001:2008 analog aufgebaut sind und zum Teil auch dieselben Kapitelüberschriften haben.
Die Norm soll bei Projekten verschiedener Komplexität Anwendung finden, wobei der Begriff Projekt so definiert wird:

„3.5. Projekt

einmaliger Prozess (3.4.1), der aus einem Satz von abgestimmten und gelenkten Vorgängen (3.1) mit Anfangs- und Endtermin besteht und durchgeführt wird, um ein Ziel zu erreichen, das spezifische Anforderungen (3.1.2) erfüllt, wobei Beschränkungen in Bezug auf Zeit, Kosten und Ressourcen berücksichtigt werden. (Siehe auch ISO 9000:2000 Definition 3.4.3)“

Die ISO 10006 ist anwendbar für die Organisationen von Projekten verschiedener Komplexität, ob klein oder groß, ob von kurzer oder langer Dauer, in verschiedenen Umgebungen und unabhängig von der Art des dazugehörigen Produktes oder Prozesses. Die Anwendung auf ein bestimmtes Projekt kann daher einige Anpassungen erfordern. Die ISO 10006 ist kein Leitfaden für Projektmanagement selbst, sie behandelt die Qualität in Projektmanagementprozessen.

## Verwandte Normen
Die ISO 10006 verweist auf die Normenreihe ISO 9000 für die Grundsätze und die Begriffe der Qualitätsmanagementsysteme und auf die ISO 9004 für das Erreichen nachhaltigen Erfolgs. Sie ist kein Leitfaden für Projektmanagement selbst. Eine Anleitung für das Projektmanagement und die dazugehörigen Prozesse befindet sich in ISO 21500 „Leitlinien Projektmanagement“.

## Geschichte
Im Jahr 1979 hat das Technische Komitee ISO/TC 176 „Quality management and quality assurance“ die Normungsarbeit im Bereich Qualitätsmanagement aufgenommen und die Norm ISO 9000 erarbeitet.
Im Jahr 1982 wurde das Unterkomitee SC 2 „Quality management Systems“ gegründet, das sich mit Qualitätsmanagementsystemen befasste und die Normen ISO 9001 für Anforderungen an Qualitätsmanagementsysteme, ISO 9004 als Anleitung zum Erreichen nachhaltigen Erfolgs, ISO 10005 als Leitfaden für Qualitätsmanagementpläne, ISO 10006 als Leitfaden für Qualitätsmanagement in Projekten und ISO 10007 als Leitfaden für Konfigurationsmanagement erarbeitete.
Die erste Version der ISO 10006 wurde im Jahr 1997 veröffentlicht, eine zweite Version folgte im Jahr 2003. Die dritte und zur Zeit aktuelle (Stand Februar 2023) Version der ISO 10006 wurde 2017 herausgegeben.